# Aulo Paconio Sabino
Aulo Paconio Sabino (in latino: Aulus Paconius Sabinus; 15 circa – dopo il 58) è stato un magistrato e senatore romano, console dell'Impero romano.

## Biografia
Poco è noto della figura di Sabino, di cui già le origini familiari non sono ricostruibili con assoluta certezza. È stato proposto che egli potesse essere il figlio di Marco Paconio, legato del proconsole d'Asia Gaio Giunio Silano, che aveva accusato insieme ad altri quest'ultimo di repetundae nel 22 e che fu in seguito condannato a morte da Tiberio per laesa maiestas. In tal caso, Sabino sarebbe fratello di Quinto Paconio Agrippino, esiliato da Nerone nel 66 in quanto filosofo stoico amico di Quinto Marcio Barea Sorano e Publio Clodio Trasea Peto ma poi richiamato da Vespasiano e inviato come legato straordinario pro legato proconsulis nella provincia di Creta e Cirene almeno negli anni tra 71 e 74. Inoltre, è possibile che una Paconia Agrippina, attestata come moglie del senatore Lucio Decrio, fosse una sorella di Agrippino e quindi di Sabino. Altrimenti, è stata cautamente avanzata la proposta che il legato tiberiano fosse padre di Agrippino e nonno di Sabino e Agrippina.
Della carriera di Sabino, nulla è noto ad eccezione del suo consolato suffetto, ricoperto da luglio a dicembre del 58 insieme ad Aulo Petronio Lurcone.